# 西苏 (电影)
《西苏》（芬蘭語：Sisu）是一部2022年芬兰和美国合拍的历史動作片，由亚尔马里·赫兰德执导。电影背景设置于二战时的芬兰拉普兰。电影讲述的是一个淘金者尽力保护自己所淘到的金块，并防卫来自一个残忍的党卫队军官领导的纳粹处决小队的威胁。
该电影在2022年9月9日首映于2022年多倫多國際影展，并于2023年4月28日在美国发行。该电影从电影评论家中得到好评。